# Holger Henning
Carl Holger Holter Henning, född 30 juli 1905 i Härnösands församling i Västernorrlands län, död 4 februari 1981 i Oscars församling i Stockholm, var en svensk militär.
Henning avlade studentexamen i Umeå 1924 och sjöofficersexamen 1927. Han blev fänrik i flottan 1927, löjtnant 1929 och kapten 1939. Han studerade vid Kungliga Sjökrigshögskolan 1933–1935 samt tjänstgjorde vid Marinstaben 1935–1936, 1938–1939 och 1942–1944. Han befordrades till kommendörkapten av andra graden 1944 och var lärare vid Kungliga Sjökrigshögskolan 1946–1947. År 1949 befordrades han till kommendörkapten av första graden och var chef för Operationsavdelningen vid Marinstaben 1949–1952. Han befordrades till kommendör 1953 och var sektionschef i Försvarsstaben 1953–1960. År 1960 befordrades han till konteramiral och var tillförordnad chef för Försvarets kommandoexpedition 1960–1961 samt 1961–1970 ordinarie chef för Försvarets kommandoexpedition (som från 1965 hette Försvarsdepartementets kommandoexpedition). Han inträdde som viceamiral i reserven 1970.
Åren 1943–1950 var han adjutant hos kronprins Gustaf (VI) Adolf och sedan denne blivit kung var han överadjutant 1953–1973. Han var sakkunnig i 1941 års försvarsutredning och i 1945 års försvarskommitté.
Henning invaldes 1943 som ledamot av Kungliga Örlogsmannasällskapet (hedersledamot 1960) och 1955 som ledamot av Kungliga Krigsvetenskapsakademien.
Holger Henning var son till överstelöjtnant Carl Henning och Caroline, född Holter-Hedström. Han gifte sig 1931 med Dagmar Örnberg (1910–2000), dotter till generalmajor Arthur Örnberg och Carmen, född Hagander. De är begravda på Galärvarvskyrkogården i Stockholm.

## Utmärkelser
- Kommendör med stora korset av Svärdsorden, 6 juni 1969.[4]